# Бої за Красний Лиман
Бої за Лиман — серія боїв у 2014 році за контроль над містом Лиман (раніше Красний Лиман) Донецької області під час війни на сході України.

## Передумови
12 квітня 2014 року, на 5-й день після проголошення «Донецької народної республіки» сепаратисти захопили міськвідділ міліції Красного Лимана (одночасно із захопленням будівель СБУ і міліції в Слов'янську). Ініціативу на себе в переговорному процесі взяв міський голова — Леонід Перебейніс. В ході переговорів з озброєним та агресивним натовпом російських бойовиків було узгоджено, що сепаратисти залишають місто.
В.о. міністра внутрішніх справ Арсен Аваков повідомив, що в Красному Лимані напад російських бойовиків з короткоствольними автоматами російського виробництва серії АК10x був відбитий силами міліції та міськими дружинниками. Люди стали живим щитом на захист управління міліції від терористів, які приїхали зі Слов'янська. За інформацією Авакова, АК100 з підствольними гранатометами є тільки на озброєнні збройних сил РФ.
Проте вже 30 квітня, коли майже 40 озброєних терористів увірвалось на сесію міськради, взявши депутатів та громаду в заручники, змусили керівництво міста включити до голосування питання про визнання незалежності «Донецької Народної Республіки». Окупанти встановили блокпости при в'їзді у місто.
8 травня 2014 року в Греківському лісі на Луганщині було знайдене спалене разом з автомобілем тіло голови Краснолиманського осередку Всеукраїнського товариства «Просвіта» імені Тараса Шевченка Валерія Сала, якого проросійські бойовики, належні до невизнаної Донецької Народної Республіки, викрали за день до того в центрі села Шандриголове Краснолиманського району.

## Перебіг подій
11 травня 2014, за словами в.о. голови Адміністрації Президента України Сергія Пашинського, антитерористична операція в районі міст Красний Лиман, Слов'янськ та Краматорськ у Донецькій області перейшла у фінальну стадію.
3 червня сили Антитерористичної операції пішли в наступ, висунувши вимогу про складення зброї. При цьому мирне населення було попереджене про початок бойових дій шляхом розкидання спеціальних листівок гарматами. До середини дня було зачищено його південну та центральну частину. Увечері в. о. Президента України Олександр Турчинов заявив, що українська влада відновила контроль над Красним Лиманом.
Протягом 3—4 червня Службою безпеки України та МВС України проведено спецоперацію із затримання проросійських злочинців в місті Красний Лиман, в ході якої було ліквідовано укріплений військовою технікою опорний пункт бойовиків у захопленій в середині квітня міській лікарні. В результаті операції загинула одна людина. 5 червня було відновлено роботу міської ради та міськуправління міліції.
Зачистка міста тривала 4 і 5 червня, виявлення бойовиків проводилося з обшуками будинків і громадян. Терористи та їхні пособники були затримані, допомогу в їх виявленні надали місцеві жителі.
5 червня над міськрадою та міськуправлінням міліції Красного Лиману було знов піднято український прапор. Патрулювання та службу в місті розпочав спецпідрозділ МВС «Артемівськ» разом зі зведеним загоном міліції та місцевими офіцерами, вірними присязі Україні. У місті почалася зачистка збройних груп. Того ж дня, згідно з Указом Президента України № 498/2014 «Про заходи щодо сформування Краснолиманської районної державної адміністрації Донецької області» головою Краснолиманської РДА було призначено Костянтина Володимировича Матейченка, підполковника, уродженця Костянтинівки.

### Бій 19 червня
За даними проросійської сторони, зі сторони проросійських бойовиків позиції займали до 180—200 осіб з батальйону «Прапора», мали на озброєнні 2 міномети, БРДМ, 3 великокаліберні кулемети (1 КПВТ і 2 «Утьоса» (НСВ-12,7)), 2 станкових гранатомети СПГ-9, 2 автоматичних гранатомети АГС.

#### Хід бою
Російське командування в особі Ігоря Гіркіна не очікувало головного удару на Ямпільському напрямку, очікуючи його в Семенівці або Миколаївці, що призвело б до швидкого відрізання Слов'янська.
Казаки Всевеликого війська Донського, що обороняли міст, відійшли після початку бою, не чинивши спротиву.
Після першої атаки, що була відбита бойовиками, вони змогли відбуксирувати Камазом одну з трьох підбитих БМД, що потім передали формуванням батальйону «Прізрак». Після цієї атаки Гіркіним в район Ямполя і Закітного був направлений кулеметно-протитанковий взвод під командуванням «Мотороли», проте суттєвого внеску той не зміг забезпечити, і був розсіяний українськими військами, оскільки ті вже перейшли міст і закріпилися на південному березі.
Українські розвідники того дня отримали наказ — проникнути у район скупчення бойовиків та превентивними ударами знешкодити їх. Через кілька кілометрів руху, біля села Крива Лука, десантники потрапили в засідку — по них відкрили вогонь зі стрілецької зброї, гранатометів, мінометів. Розвідники використали димові гранати, зайняли відповідні для оборони бойові позиції, через кілька годин запеклого бою прибула допомога. Після бою бійці нарахували кілька десятків ворожих трупів, загинув боєць Льоша і командир групи розвідників.

#### Результат бою
Укріплення російських бойовиків були знищені у південній частині Краснолиманського району (в місті Сіверськ, смт Ямпіль і Зарічне, селі Закітне та залишків у місті Красний Лиман). В ході облави частину бандформування злочинців було затримано та притягнено до кримінальної відповідальності. Однак більшість російських бойовиків передислокувалася до міста Слов'янськ.
В результаті операції 19 червня загинули 16 військовослужбовців 24-ї механізованої, 25-ї повітряно-десантної та 95-ї аеромобільної бригад Збройних сил України.

## Втрати
| Прізвище, ім'я, по-батькові     | Звання            | Дата смерті    | Формування   | Обставини                                                  |
| ------------------------------- | ----------------- | -------------- | ------------ | ---------------------------------------------------------- |
| Власенко Юрій Олександрович     | солдат            | 3 червня 2014  | 79 ОАеМБр    | Загинув під час засідки.                                   |
| Ляшенко Ігор Вікторович         | підполковник      | 19 червня 2014 | 24 ОМБр      | Загинув у боях за Ямпіль.                                  |
| Воробець Степан Степанович      | капітан           | 19 червня 2014 | 24 ОМБр      | Загинув у боях за Ямпіль.                                  |
| Кравчук Володимир Сергійович    | лейтенант         | 19 червня 2014 | «Барс»       | Загинув у боях за Ямпіль.                                  |
| Повстюк Андрій Олексійович      | старший сержант   | 19 червня 2014 | 24 ОМБр      | Загинув у боях за Ямпіль.                                  |
| Прихід Юрій Степанович          | старший солдат    | 19 червня 2014 | 24 ОМБр      | Загинув у боях за Ямпіль.                                  |
| Сивак Віктор Олександрович      | солдат            | 19 червня 2014 | 24 ОМБр      | Загинув у боях за Ямпіль.                                  |
| Семчук Віктор Ярославович       | солдат            | 19 червня 2014 | 24 ОМБр      | Загинув у боях за Ямпіль.                                  |
| Шайнога Микола Романович        | солдат            | 19 червня 2014 | 24 ОМБр      | Загинув у боях за Ямпіль.                                  |
| Клочко Андрій Вікторович        | капітан           | 19 червня 2014 | 25 ОПДБр     | Загинув у боях за Ямпіль.                                  |
| Голополосов Юрій Олексійович    | старший прапорщик | 19 червня 2014 | 25 ОПДБр     | Загинув у боях за Ямпіль.                                  |
| Люшенко Микола Миколайович      | прапорщик         | 19 червня 2014 | 25 ОПДБр     | Загинув у боях за Ямпіль.                                  |
| Коваль Максим Олександрович     | старший сержант   | 19 червня 2014 | 25 ОПДБр     | Загинув у боях за Ямпіль.                                  |
| Мосьпан Віталій Олексійович     | молодший сержант  | 19 червня 2014 | 25 ОПДБр     | Загинув у боях за Ямпіль.                                  |
| Литвиненко Андрій Олександрович | солдат            | 19 червня 2014 | 25 ОПДБр     | Загинув у боях за Ямпіль.                                  |
| Крементар Олексій Володимирович | капітан           | 19 червня 2014 | 95 ОАеМБр    | Загинув у боях за Ямпіль.                                  |
| Шевченко Олексій Володимирович  | старший солдат    | 19 червня 2014 | 95 ОАеМБр    | Загинув у боях за Ямпіль.                                  |
| Кісельов Ігор Олександрович     | майор             | 30 червня 2014 | 10 ОЗСпП ГУР | Смертельно поранений снайпером у засідці біля Кривої Луки. |

Серйозних травм зазнали українські військовики Сергій Калитюк, Роман Панченко, Руслан Кравець.

## Матеріали
- «Надто багато красного. Звільнення Лиману»[29] // feldherrnhalle, 22 вересня 2016
- «Злочин і кара. Ямпільський казус»[30] // feldherrnhalle, 1 січня 2017
- Штурм Красного Лиману: як це було [Архівовано 10 лютого 2017 у Wayback Machine.] // М.Жирохов, 12 жовтня 2016
- Окупантів били на землі і з неба: воїн ЗСУ розповів, як у 2014-му звільняли Красний Лиман – "Таємниці війни", 14 липня 2020